# Bismeyer & Kraus
Le marchand d'art de la cour Bismeyer & Kraus est né de l'association de Gustav Bismeyer et du doreur Anton Kraus. À partir de 1863, les amateurs d'art se réunissent à l'«Exposition générale d'art», chez le marchand d'art de la cour Bismeyer & Kraus, situé à Düsseldorf, Elberfelder Straße 5, une rue latérale de l'Alleestrasse, près de ce qui était alors le théâtre de la ville (de).

## Histoire

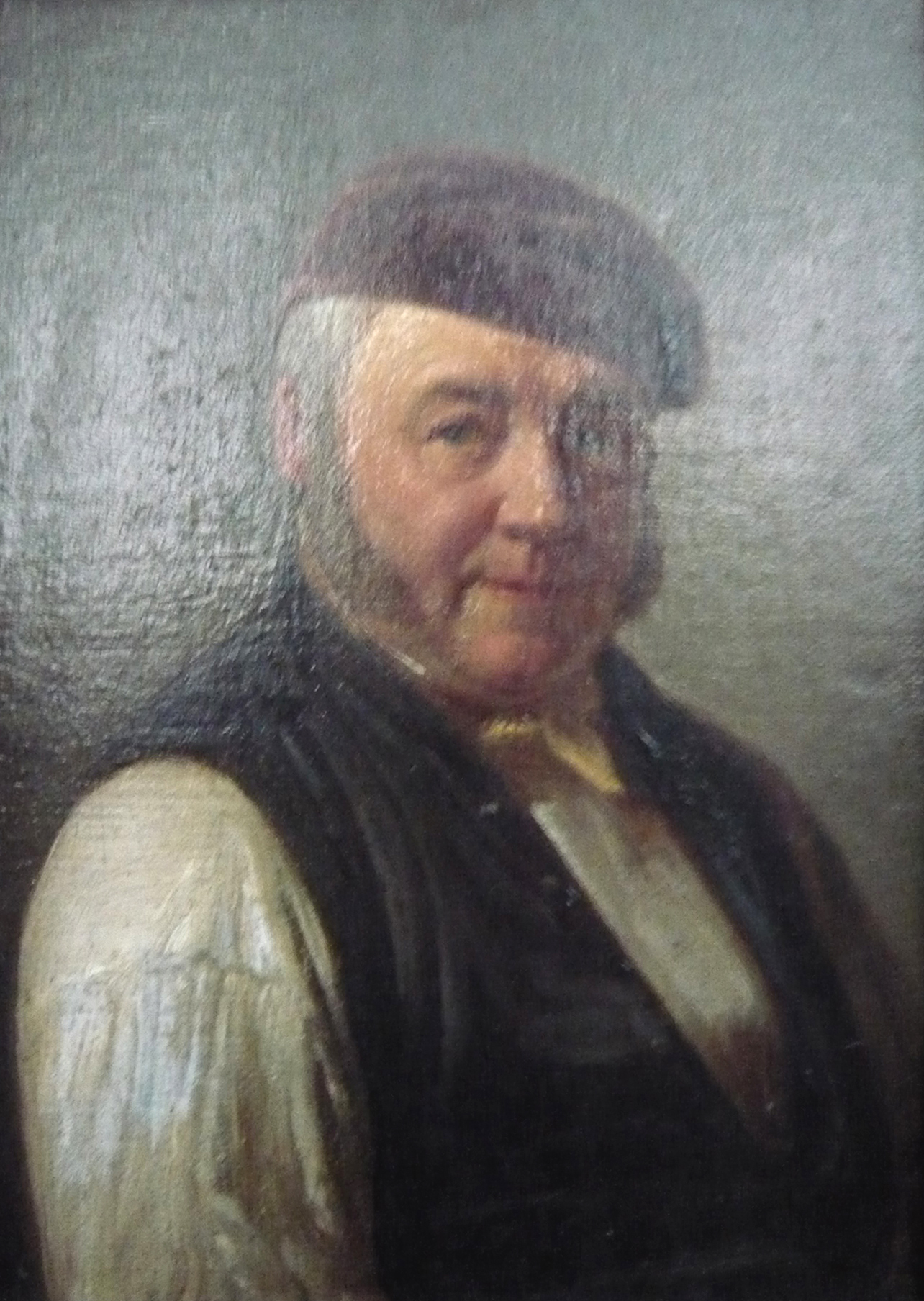
Anton Kraus, doreur de la cour et marchand d'art, dans la galerie de l'amitié de portraits individuels d'étudiants peintres de Düsseldorf et de leurs amis par Friedrich Boser, vers 1850

Avec les débuts de l'École de peinture de Düsseldorf, le commerce de l'art à Düsseldorf se déroule souvent parallèlement à la vente d'autres produits de luxe ou de matériaux de peinture. D'importants marchands d'art et galeristes s'installent dans la ville et forment, à partir de 1835 environ, le premier quartier des galeries de la province de Rhénanie prussienne, notamment le long de l'Alleestrasse et de la Ratinger Straße (de). Il s'agit notamment au XIXe siècle Eduard Schulte, Bismeyer & Kraus et Johann Baptiste Paffrath, dont la galerie de la Königsallee existe encore aujourd'hui. La première personne à Düsseldorf identifiée comme marchande d'art est Marianne Reitz avec son « magasin d'art et d'articles de luxe » à la Bergstrasse 850. Elle est mentionnée pour la première fois dans l'annuaire des membres de l'association d'art pour la Rhénanie et Westphalie (de) en 1831 avec le titre de marchand d'art.

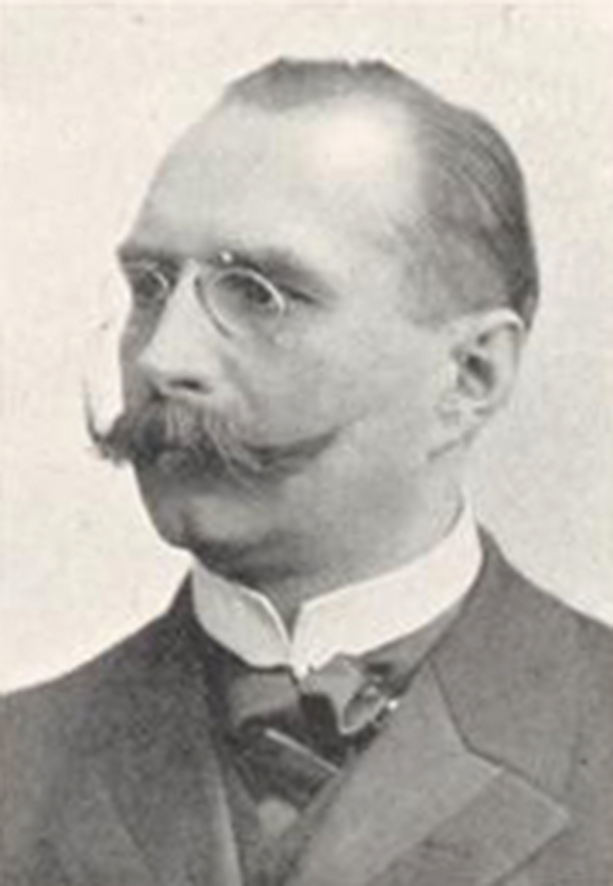
Fritz Bismeyer (1861-1944), directeur général du bureau des expositions d'art du Palais des Arts, 1904

Le doreur de la cour et conservateur de la galerie de la ville Anton Kraus travaille comme marchand d'art vers 1843, avant la fusion avec Gustav Bismeyer, et ouvre une « exposition permanente d'art et un atelier de peinture » sur la Ratinger Straße (de),,,. Les expositions comprennent des peintures de ce qu'on appelle l'école de Düsseldorf d'Andreas Achenbach, Christian Köhler, Emanuel Leutze, Julius Hübner, Wilhelm Preyer et Siegmund Lachenwitz, entre autres,.
Anton Kraus est marié à Catharine Agnes Duchaine et est propriétaire de la maison de la Jägerhofstraße 30 depuis le milieu des années 1850. Le 17 novembre 1820, le fils Georg Anton Kraus Jr., et le 19 septembre 1830, le fils Carl Wilhelm Kraus sont nés à Düsseldorf, tous deux apprennent le métier de doreur. Anton Kraus Jr. ouvre sa boutique en 1855 sur la place du château (de) et à la fin des années 1870 à la Schadowstraße 6,. Carl Kraus est un partenaire éprouvé de Bismeyer & Kraus à Elberfelder Straße 5 vers 1881.
À partir de 1863, Bismeyer & Kraus devient un concurrent d'Eduard Schulte. "Jusqu'à présent, les tableaux récents étaient présentés au public lors d'une exposition privée chez E. Schulte, et comme beaucoup de ces pièces sont à vendre, cette exposition prend davantage l'apparence d'un magasin d'art plus important. Les peintres de Düsseldorf s'étaient engagés à exposer chez Schulte en échange d'une certaine somme au profit de la caisse de soutien des artistes. Cet accord a cependant presque pris fin avec l'apparition d'un commerce concurrent - Bismeyer et Kraus - car cette dernière entreprise entretient également une exposition permanente d'œuvres picturales nouvelles et anciennes". (Ferdinand Hey'l (de))
Dans un dessin à l'encre d'August von Wille vers 1865, qui se trouve au musée de la ville de Düsseldorf, les locaux de Bismeyer & Kraus sont représentés avec une salle rectangulaire avec une lucarne, qui est suivie de deux autres salles. Les tableaux encadrés sont accrochés presque jusqu'au plafond et triés en groupes. Au milieu du hall se trouve un meuble combiné qui invite à s'asseoir, mais offre également un espace pour des sculptures.
À la fin du XIXe siècle, l'emplacement de la boutique d'art Bismeyer & Kraus est transféré sous la direction de Carl Gustav Bismeyer (né le 15 juin 1826 et mort le 9 novembre 1895) dans la Bazarstraße 7-8 (aujourd'hui Theodor-Körner-Straße),,. Après la rénovation du Breidenbacher Hof selon les plans des architectes Klein & Dörschel (de), le magasin d'art y est installé au rez-de-chaussée, Bazarstraße 4-5.

En 1878, le fils Fritz Bismeyer, né à Düsseldorf en 1861, termine ses études au lycée de la ville (de) de la Klosterstraße Düsseldorf, a suivi une formation de commerçant et, après le décès de son père, est devenu associé en janvier 1896. La mère Emilie Bismeyer (née le 26 février 1835 et morte le 24 décembre 1910), née Falkenburg, a repris la propriété décembre 1910), jusqu'à ce que Fritz Bismeyer devienne propriétaire de Bismeyer & Kraus en juillet 1899. En 1904, Fritz Bismeyer est directeur général du bureau des expositions d'art du palais des Arts pour «l'Exposition internationale d'art et la grande exposition horticole» et, à partir de 1909, il est l'un des membres de l'Association spéciale des amis de l'art et des artistes de l'Allemagne de l'Ouest, créée en tant qu'association d'artistes, de collectionneurs et de spécialistes de musées sous la présidence de Karl Ernst Osthaus, fondateur du musée Folkwang à Hagen. Après la Première Guerre mondiale, vers 1924, la collection de peintures de Bismeyer & Kraus déménage au 39 Derendorfer Straße à Pempelfort.

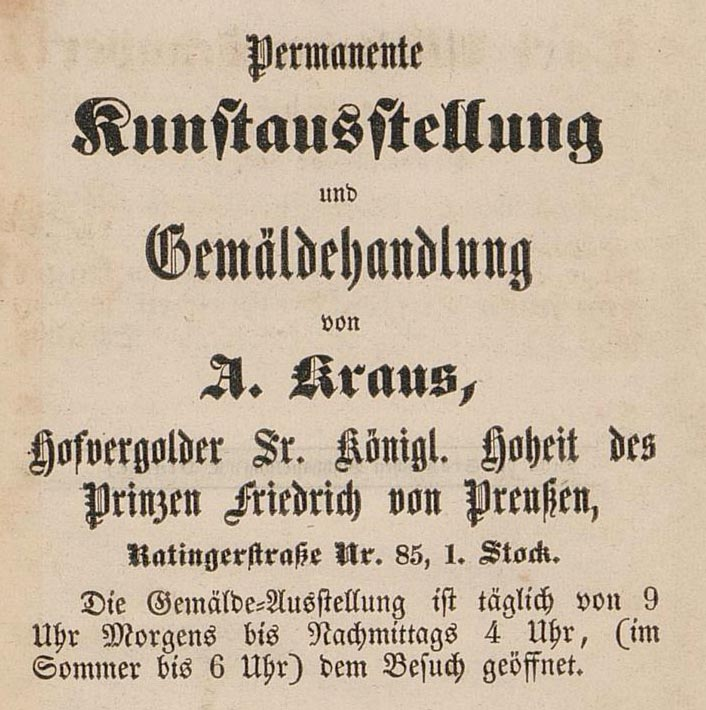
Ratingerstraße (le numéro 85 est l'ancien numéro de la maison, celui-ci est modifié en 1858), 1er étage, 1847
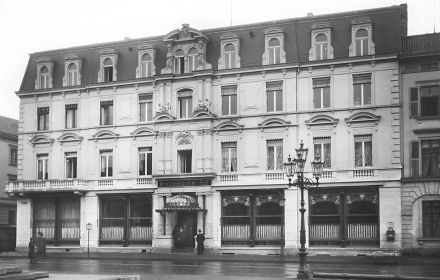
Breidenbacher Hof vers 1905
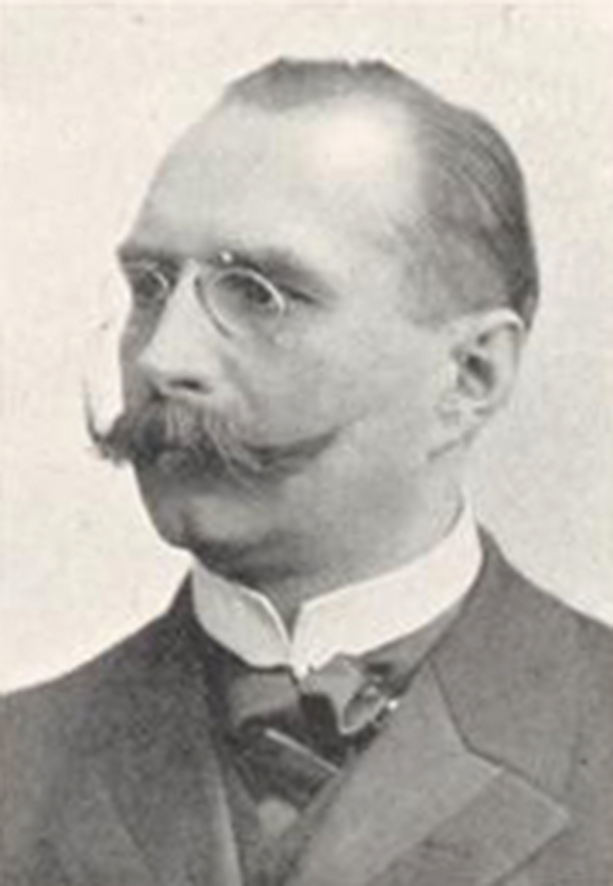
Fritz Bismeyer (1861-1944), directeur général du bureau des expositions d'art du palis des Arts, 1904
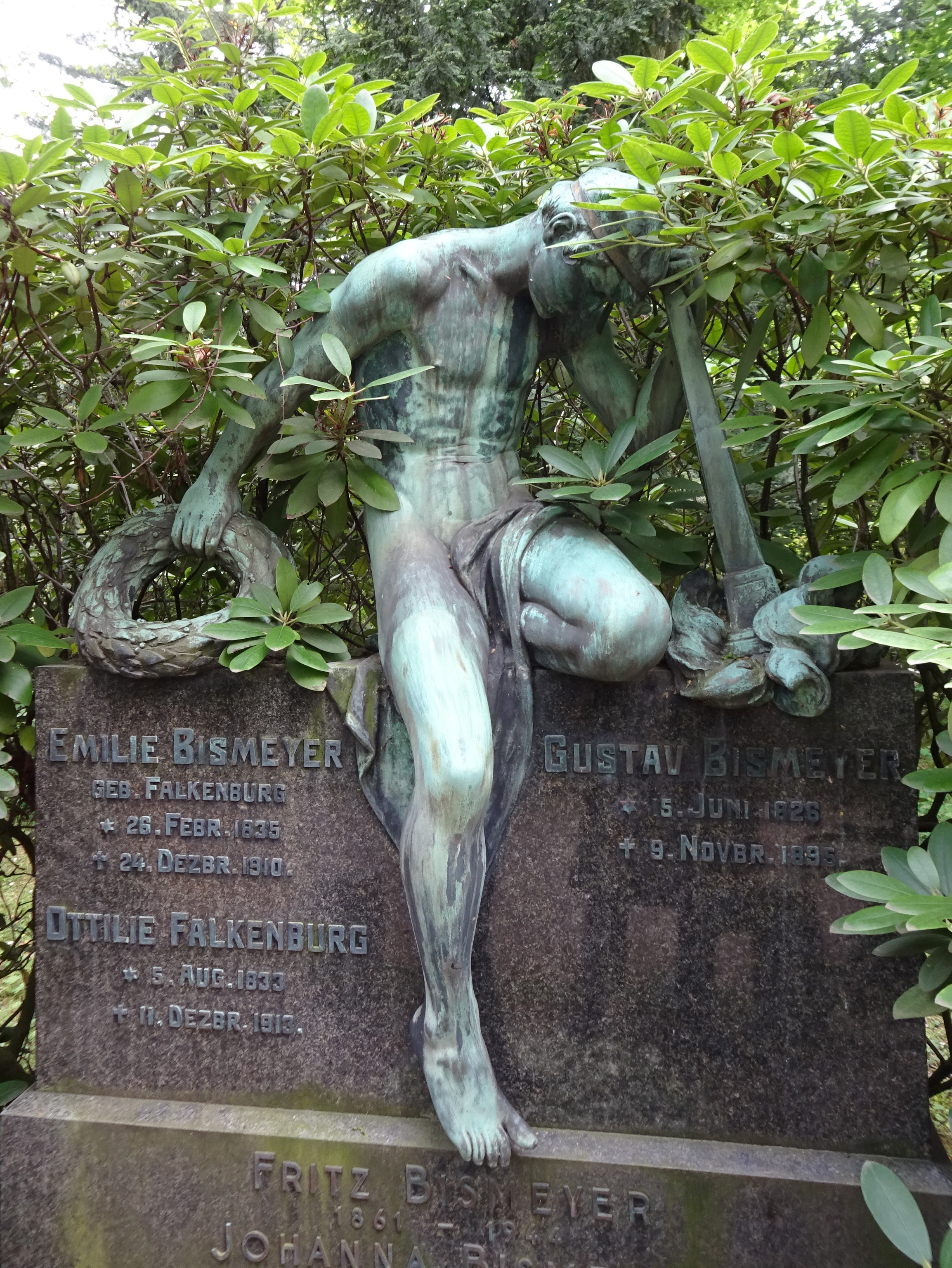
Tombeau de la famille Bismeyer, cimetière du Nord (2019)